# Middelfart Volleyballklub 2016-2017
Questa voce raccoglie le informazioni riguardanti il Middelfart Volleyballklub nelle competizioni ufficiali della stagione 2016-2017.

## Organigramma societario
Area direttiva
- Presidente: Alex Petersen

Area tecnica
- Allenatore: Jacob Petersen
- Allenatore in seconda: Lisa Boisen

## Rosa
| N° | Nome                | Ruolo | Data di nascita   | Nazionalità sportiva |
| -- | ------------------- | ----- | ----------------- | -------------------- |
| 1  | Mikkel Hoff         | P     | 15 ottobre 2001   | Danimarca            |
| 2  | Nikolaj Nielsen     | C     | 18 settembre 1993 | Danimarca            |
| 3  | Morten Overgaard    | S     | 23 dicembre 1992  | Danimarca            |
| 4  | Mads Qvist          | P     | 28 agosto 1996    | Danimarca            |
| 5  | Jacob Brinck        | S     | 24 febbraio 1999  | Danimarca            |
| 6  | Kasper Nielsen      | L     | 14 gennaio 1993   | Danimarca            |
| 7  | Martijn van der Aa  | C     | 10 giugno 1993    | Danimarca            |
| 8  | Frederik Kreuzfeldt | L     | 25 giugno 1997    | Danimarca            |
| 9  | Mathias Pedersen    | S     | 29 dicembre 1996  | Danimarca            |
| 10 | Jeppe Nielsen       | S/O   | 20 novembre 1995  | Danimarca            |
| 11 | Oliver Jensen       | S/O   | 22 agosto 1996    | Danimarca            |
| 12 | Nikolaj Hjort       | S     | 13 marzo 1998     | Danimarca            |
| 15 | Simon Andersen      | C     | 20 aprile 1997    | Danimarca            |